# 学園潜入型恋愛ドラマ ハイスクールドライブ 〜目が覚めたら高校生だった〜
『学園潜入型恋愛ドラマ ハイスクールドライブ 〜目が覚めたら高校生だった〜』（がくえんせんにゅうがたれんあいドラマ ハイスクールドライブ 〜めがさめたらこうこうせいだった）は2012年11月20日からBeeTVにて配信されたドラマ。略称は『ハイスクールドライブ』。

## 概要
モバイル端末で見るドラマという視点に特化し、蒼太と加奈という男女それぞれの主人公の視点に立って物語が進行していく一人称視点ドラマ。38歳の「私」が高校生の中に入ってしまったという視点で、同じ物語が男女それぞれの前後編で描かれる。キャストは当時のティーンズ俳優を中心に選出。演出には『嘘つきみーくんと壊れたまーちゃん』の女性監督・瀬田なつき、脚本には小説家の柴崎竜人が選ばれた。瀬田なつきと柴崎竜人はこの後、『レンアイカンソク』（2013年、UULA）でもコンビを組むことになる。
脚本はあるものの、ドキュメンタリー風撮影にしたいという意向で言い回しや語尾、口調など細かいセリフ部分は撮影状況に応じて変えている。

## あらすじ
2012年10月1日。38歳の「私」と「僕」は各々3日前から、高校生の新太と加奈にオーバードライブしてしまった。しかし声も体も動かせず、意識だけが入り込むオートパイロット状態で高校生の日常を体験してしまう。青春という名の熱さと甘酸っぱさが入り混じった2週間の追体験が始まった。

## 登場人物

### 加奈サイドの主要人物
「僕」は加奈の視点に入りこみ、女子高生4人の友達グループ、「私」いわく小雀たちの物語として進行。クラスメイトで席が近くいつも机をくっつけている4人。昼食はベランダで食べることを日課にしているが、とあることがきっけけで関係性が崩れていく。
加奈
演 - 清水くるみ
過去に彼氏のいた女子高生。他愛もない会話で盛り上がる「小雀たち」の一人。元彼が誰かは秘密にしており、気遣い上手だが、それゆえに自己主張も少ない。暇になるとノートにダチョウを書く癖がある。10月1日に誕生日を迎え、友達から祝福されるが、突然陵介に声を掛けられ、バスケットボールのストラップをプレゼントされたことに動揺する。「僕」にオーバードライブされているが一切気づいていない。
詩織
演 - 相楽樹
「小雀たち」の一人。駅前の“バンバンバーガー”でバイトするショートカットの好奇心旺盛な元気娘。答えがわからないとすぐにヒントをもらいたがる。蒼太にクッキーを渡したことで、みなみとトラブルになったあとは、加奈と唯もみなみ側ととらえ、同じクラスながら避けるようになる。
唯
演 - 松岡茉優
「小雀たち」の一人。噂を仕入れるのが早いが、恋愛には興味がないそぶりを見せる。教育実習でやってきた圭一と連絡を取り合うなど大人びた性格で、おっとりした風貌と違い誰にでも正面からものを言える。実は田中先生に恋心を秘めているが、加奈と2人だけの秘密である。
みなみ
演 - 後藤郁
「小雀たち」の一人。髪の毛をふたつ結びにしている。拾いものを自分のものにしても神様にお祈りすれば大丈夫など、都市伝説的なことを信じており、ハンカチは持たない、活字は読まないなど年齢よりも行動が幼い。授業で作ったクッキーを丸焦げにするなど、料理のセンスはない。
田中先生
演 - 夙川アトム
黙々と授業を進める生真面目な先生で加奈たちの担任教師。常に彼女は募集中。生徒からの支持は薄いが、生徒のもつれた友情関係が直るように配慮したりと、生徒を温かく見守っている。
圭一
演 - 佐野和真
教育実習でやってきた現代文教師。フルネームは水原圭一。初授業の際、唯から恋人の有無を問われ、以来唯と連絡を取り合っている。

### 蒼太サイドの主要人物
「私」は蒼太の視点に入りこみ、大会出場を目指すバスケットボール部の物語として進行する。強豪校・東高との練習試合を控える部のメンバーだが、蒼太のはっきりしない恋愛模様から、次第にチームワークも崩れていく。
蒼太
演 - 堀井新太
バスケットボール部キャプテン。キャプテンとしてはスパルタ系。学内ではかなりモテるため二股、三股は当たり前。かつては加奈と交際していた。しかしコーチの芽生と初体験を経験したことから一方的な思いに駆られている。10月1日時点で美沙子と交際しているが学内では秘密としており、彼女に直接好きといったこともない。本心は「友情ごっこマジめんどくせー」。
のちにはっきりしない恋愛模様からバスケットにも力が入らなくなってしまう。好物はカップラーメン「うまから」。「私」にオーバードライブされているが一切気づいていない。
猛
演 - 太賀
バスケットボール部部員。蒼太とコーラをおごったりおごられたりする悪友。気ままな性格であるが、部活では蒼太の片腕。巨乳好きであり、バストサイズを推し量ることを趣味としている。軽く見られがちだがチームバランスを図ることに長けている。内心、蒼太の彼女である美沙子のことが好きであり、彼女のことを振り回す蒼太には「女とトラブルでバスケに力が入ってない」と憤る。
陵介
演 - 北村匠海
バスケットボール部部員。加奈のことが好き。告白するかどうかを悩んでいたが、猛にけしかけられ、放課後の音楽室でプレゼントを渡すことを決意する。バイトはしてない。「小雀たち」からは童貞と陰口を言われているが全く気にしていない様子。
告白を嫌がられなかったため成功と捉え、スキップで帰るなど前向きな性格。加奈を励ましたいがために、すぐに首を突っ込むほど真っ正直。女心を振り回す蒼太に向い「どうせ誰のことも好きになったことないんだろ」と呼び出し、殴りかかる熱い一面も持ち合わす。
美沙子
演 - 中山絵梨奈
蒼太のクラスメイトであり、10月1日時点での彼女。フルネームは工藤美沙子。クラスのマドンナである。お守りを渡すほどに蒼太には恋心を伝えているが、蒼太と付き合ってることは秘密であり、一度も好きと言われたことがない。
コンタクトを落として以降は赤いフレームの眼鏡を着用。スタバでバイトをしている。猛いわくCカップ。
芽生
演 - 原幹恵
バスケ部元コーチ。就職後、体育館の雨漏り工事を請け負い、上司と挨拶のため高校を訪れる。巨乳。蒼太の初体験の相手であり告白もされているが、自身も就職後不倫の恋をしており、蒼太には「彼女のことを大切にしな」と伝えている。「私」いわく面倒くさい小悪魔。

### その他の登場人物
「私」
声の出演 - 光浦靖子
38歳の女性。10月1日金曜日の3日前から「ふざけた状態」となり、蒼太の体にオーバードライブしてしまう。蒼太と一体化しているが、何もできずただリアルな突っ込みを視聴者と同じ目線で繰り広げる。部室で男子の着替えを見ることを楽しみにしている様子。第9話で目線が男子教師目線となり、以降は田中先生の中に入った。
「僕」
声の出演 - 温水洋一
38歳の男性。10月1日金曜日の3日前から加奈の体に入ってしまった。「私」と同じく声も体も動かせず、心の中でつぶやくのみ。女子高生の着替えを隠れずに見られることを役得としている。10話で意識が加奈から離れる。

## スタッフ
- 撮影 - 佐々木靖之
- 録音 - 高田伸也
- 音楽 - 木下美紗都
- 衣装 - 宮本まさ江
- ヘアメイク - 内城千栄子
- 照明 - 斉藤徹
- 助監督 - 中里洋一
- 制作 - 間口彰
- 制作進行 - 村山咲希
- 美術デザイン - 加藤立
- 美術協力 - NTT DoKoMo
- 撮影協力 - 千葉県立印旛明誠高等学校、北総交通、エビハラ自動車、印西フィルムコミッション
- スチール - 柴田和彦
- 製作 - 鈴木芳治
- 企画プロデュース - 猛蒼太
- プロデューサー - 龍貴大、西ヶ谷寿一（日活）
- 共同プロデューサー - 西宮由貴（日活）
- ラインプロデューサー - 紀嘉久（ジャンゴフィルム）
- 脚本 - 柴崎竜人
- 監督・編集 - 瀬田なつき
- 制作 - ジャンゴフィルム
- 制作著作 - BeeTV

## 主題歌
- 「泡ガール」Rabbit（cutting edge）

## 放映リスト
| 配信開始日     | 話数   | 作品上のサブタイトル | BeeTVサブタイトル                                                        |
| -------------- | ------ | -------------------- | ------------------------------------------------------------------------ |
| 2012年11月20日 | 第1話  | 蒼太の場合（1）      | #1 イケメン男子高生の秘密恋愛を体感                                      |
| 11月20日       | 第2話  | 加奈の場合（1）      | #2 胸キュン☆コクられ女子高生の学園生活体感                               |
| 11月27日       | 第3話  | 蒼太の場合（2）      | #3 年上小悪魔女子登場!悩む男子高生の恋を感じて!!                         |
| 12月4日        | 第4話  | 加奈の場合（2）      | #4 教育実習の先生に胸キュン!ときめく恋の瞬間を体感☆「彼女いるんですか?」 |
| 12月11日       | 第5話  | 蒼太の場合（3）      | #5 初体験の相手が目の前に・・・イケメン男子の恋の受難を体感!             |
| 12月18日       | 第6話  | 加奈の場合（3）      | #6 感じる切なさ・・・17歳女子高生、女の友情がこわれちゃう!!              |
| 12月15日       | 第7話  | 蒼太の場合（4）      | #7 ドキドキ体感度MAX☆秘密がバレるとき、恋と友情が修羅場に…               |
| 12月22日       | 第8話  | 加奈の場合（4）      | #8 女子の争い再び!過去の秘密がまた1つこじ開けられる!                     |
| 12月29日       | 第9話  | 蒼太の場合（5）      | #9 またまた告白されるモテ男!どーなっちゃうのー!?                         |
| 2013年1月5日   | 第10話 | 加奈の場合（5）      | #10 女子の友情復活!?17歳の青春にどっぷり浸る!（最終回）                  |